# 磁县事件
磁县事件（又称二九事件）是1968年早春，在中国河北省邯郸地区磁县县城内的，中国人民解放军介入武斗，与造反派展开枪战，造成严重伤亡的事件。
当时磁县两派群众组织武斗，影响京广铁路畅通。北京军区代司令员郑维山调派驻石家庄的63军某团、武汉军区驻洛阳的1军某团前往磁县，试图平息武斗。2月9日，解放军进入磁县县城。解放军奉命执行任务时，造反派率先开枪，解放军反击。58人死亡（其中解放军战士18人），数百人致残，600多人被捕，9人被判死刑，80多万斤粮食、十多万斤皮棉被焚，经济损失达37万元人民币。
1971年9月，有关部门对“磁县事件”中在押的48人予以平反，并当场释放，销毁在押中的所整档案。1975年8月28日，邯郸地委在肥乡县办“磁县事件”和“清队”扩大化学习班，“磁县事件”的参与者，无论属于“县总”和“红总”，均作为受害者平反。1978年9月29日再次平反。